# Старики (роман)
Краткосрочники (англ. The Short-Timers) — американский роман с элементами автобиографии. Написан в 1979 году Густавом Хэсфордом (1947—1993), ветераном морской пехоты США, по своим воспоминаниям о Вьетнамской войне.
Экранизирован в 1987 году Стэнли Кубриком и Майклом Герром под названием «Цельнометаллическая оболочка».
В 1990 году вышло продолжение романа — сиквел «Бледный Блупер» (The Phantom Blooper) о предателе с гранатомётом M79. Планировалась и третья часть (трилогия), однако автор умер вскоре после завершения второй.
По информации официального сайта Хасфорда, весь тираж английского издания романов «The Short-Timers» и «The Phantom Blooper» распродан полностью.

## Содержание

### Старики
- Дух штыка (The Spirit of the Bayonet)
- Личный счёт (Body Count)
- Хряки (Grunts)

### Призрачный Блупер
- Несчастье солдат.

Главный герой предыдущей книги Джокер служит на военной базе «Кхешань» во Вьетнаме. Он пользуется большим уважением среди сослуживцев, но является объектом ненависти со стороны офицерского состава (главный герой называет их «крысами-служаками»), которые считают его сумасшедшим. На военной базе царит атмосфера хаоса и страха: солдаты отказываются отправляться на задания, употребляют наркотики, дерутся с офицерами. Вдобавок ко всему, среди военных набирают особую популярность легенды о «Призрачном блупере» (Blooper — (жарг.) — 40-мм гранатомёт M-79 ружейного типа, звук выстрела звучит как «БЛУП!») — американском дезертире, перешедшем на службу во Вьетконг.
Фрагмент из романа «Старики»: Джокер. А вот чего я не знаю, так это кто даёт врагам-репортёрам наводку каждый раз, когда происходит что-нибудь неприятное — типа того белого Виктор-Чарлевского разведчика, которого замочили на прошлой неделе, из тех, кого собаки называют «Призрачный Блупер».
Однажды после миномётного обстрела северные вьетнамцы начинают крупномасштабную наземную атаку на Кхешань. В ходе кровопролитного боя Джокер получил контузию и потерял сознание, а на следующий день узнал, что атака была отбита (не без помощи авиации США). Тем же вечером Джокер уходит за блокпост, в предчувствии, что где-то рядом находится Призрачный блупер, однако в него стреляет новичок-сослуживец, приняв его за врага. Джокер теряет сознание.
- Путешествие с Чарли.

Джокер живёт во вьетнамской деревне «северян». Там он добровольно работает на рисовой плантации, изучает вьетнамский язык и культуру. Жители деревни доброжелательно относятся к военнопленному, считая его своим. Сам же Джокер планирует вступить в партизанский отряд вьетконговцев, а потом, пользуясь суматохой во время боя, сбежать. Он находится на попечительстве у вьетнамца по прозвищу «Дровосек», являющегося ветераном Первой Индокитайской войны, а ныне вербующего молодых людей в партизанские отряды. Также Дровосек сотрудничает с генералом Южного Вьетнама, который продаёт ему информацию о готовящихся военных операциях США. Однажды Джокер становится свидетелем бомбёжки деревни с помощью фосфорных артиллерийских снарядов, в результате чего на его руках гибнет ребёнок.
Джокера принимают в региональные силы Национально-освободительной армии, и далее описывается тяжёлый быт вьетнамцев в партизанских отрядах. Главный герой забывает о побеге, предаёт своих и участвует в военных операциях Вьетконга, в частности, в засадах на морских пехотинцев и в уничтожении военной базы нунгов с американскими военными специалистами.
Джокер вновь оказывается во вьетнамской деревне, в которой он жил, пока считался военнопленным. В один день американцы начинают военную операцию по уничтожению сил северовьетнамской армии, в ходе которой они убивают практически всех жителей деревни, включая женщин и детей (так же они уничтожают весь запас риса и домашнюю скотину). В ходе боя Джокер лично сбивает боевой вертолёт «ганшип» и получает осколочное ранение. К сожалению, американские солдаты не знают, что он воевал против них, и оказывают ему первую помощь, принимая его за военнопленного. Пока Джокер лежит с ранением и ждет погрузки в медицинский вертолёт, он наблюдает, как одни солдаты глумятся над трупами убитых вьетнамцев, а другие в это время умирают от полученных ранений.
- Дикое мясо.

Джокер лечится и проходит психиатрическую терапию в Военно-морском госпитале в японской Йокосуке. При этом он даёт всем понять, что не сожалеет о своих действиях в плену Вьетконга, он раздражён и оскорблён своей страной, пославшей его на бесполезную, по его мнению, войну. Джокеру грозит военный трибунал и смертная казнь, но по ошибке ему вручают Серебряную звезду, о нём пишут хвалебные статьи в газетах. Командование решает «не разрушать красивую историю» и его увольняют в запас по 8-й статье.
По возвращении в Калифорнию Джокер встречает сослуживца — радиста Донлона, ставшего участником антивоенных протестных митингов. От него он узнаёт, что «Животное» (Animal Mother) попал в плен, сбежал из вьетконговского концлагеря в Лаосе и стал офицером в Кэмп-Пендлтоне. Оба участвуют в демонстрации, разогнанной полицией (при этом Донлону выбивают глаз). Джокеру удаётся сбежать при помощи знакомого полицейского снайпера, служившего с ним на базе Кхешань.
Далее, Джокер побывал на ферме в Канзасе, родине «Ковбоя». В короткой и нелёгкой встрече с родителями погибшего он не рассказывает им детали гибели их сына.
Вернувшись домой, на родную ферму в штате Алабама, он окончательно разочаровывается в войне и в Америке. Поняв, что его ничего здесь не держит, он решается отправиться обратно во Вьетнам, чтобы помочь местным жителям (его бывшим противникам — вьетконговцам) восстановить мирную жизнь после войны.